# Artemis (Venus)
Artemis Chasma es una formación geológica localizada en la región Aphrodite Terra de Venus, se trata de una gran estructura circular de aproximadamente 2.600 km de diámetro que incluye una región interior elevada rodeada por un cañón de 25-200 km de ancho,1-2 km de profundidad y unos 2.100 km de longitud, que desaparece en la zona noroeste, denominado Artemis Chasma (chasma en latín significa cañón o desfiladero, en plural chasmata) y por último la región exterior adyacente.

## Historia
Inicialmente se pensó que Artemis era una gran cuenca de impacto, pero tras los datos aportados por la sonda Magallanes se determinó que se trataba de una corona. Sin embargo debido a que las dimensiones de Artemis supera extraordinariamente a la siguiente corona más grande (Heng-O, de unos 600 km de diámetro) muchos autores rechazan que Artemis sea una corona. Esta diferencia de opiniones en la comunidad científica ha hecho que en algunas publicaciones esta zona de Venus aparezca con el nombre de Artemis Corona o Artemis Chasma. Aunque el término Artemis Corona es rechazado por aquellos que consideran a Artemis como una estructura en sí diferente a las coronas y el término Artemis Chasma en muchos casos no es aceptado ya que hace únicamente referencia a una zona de esta gran estructura, aunque tanto uno como otro aparecen en las diferentes publicaciones.

### Origen
Sobre el origen de Artemis también existen grandes discrepancias, ya que se han llegado a desarrollar hasta cuatro hipótesis para explicar el origen de ésta, y que son:
1. Impacto de un meteorito.
2. Estructura compleja del interior expuesta en superficie tras procesos erosivos.
3. Zona de subducción.
4. Expresión en superficie de un penacho térmico.

Aunque actualmente las hipótesis que hacen referencia a la subducción y al penacho térmico son las más aceptadas, ninguna de esta cuatro hipótesis da una explicación totalmente satisfactoria para el origen de esta gran estructura.
Esta región presenta un gran variedad de estructuras geológicas tales como, volcanes en escudo, cráteres de impacto, coronas, fracturas, pliegues, etc. lo que nos da una idea de la rica actividad tectónica y magmática que se ha desarrollado en Artemis.